# Премијер Републике Косово
Премијер Републике Косово (алб. Kryeministri i Republikës së Kosovës) је шеф владе Републике Косово.
Премијер и Влада Републике Косово, на чијем је челу, подносе извештаје Скупштини Републике Косово, чији морају бити чланови. Актуелни премијер је Аљбин Курти, који је преузео функцију 22. марта 2021. године.

## Списак премијера

### Република Косово (1991—1999)
Странка
      ДСК
      ДПК
| #                   | Име (рођење—смрт)       | Портрет | Мандат             | Мандат           | Политичка странка |
| ------------------- | ----------------------- | ------- | ------------------ | ---------------- | ----------------- |
| Премијери 1990—2000 |                         |         |                    |                  |                   |
| 1.                  | Јусуф Зејнулаху (1944—) |         | 7. септембар 1990. | 5. октобар 1991. | ДСК               |
| 2.                  | Бујар Букоши (1947—)    |         | 5. октобар 1991.   | 1. фебруар 2000. | ДСК               |
| —                   | Хашим Тачи (1947—)      |         | 2. април 1999.     | 1. фебруар 2000. | ДПК               |

### УНМИК
Странка
      ДПК
      АБК
      ДСК
      ППК
      Независни
| #                   | Име (рођење—смрт)         | Портрет | Мандат            | Мандат            | Политичка странка |
| ------------------- | ------------------------- | ------- | ----------------- | ----------------- | ----------------- |
| Премијери 2002—2008 |                           |         |                   |                   |                   |
| 1.                  | Бајрам Реџепи (1954—2017) |         | 2. март 2002.     | 3. децембар 2004. | ДПК               |
| 2.                  | Рамуш Харадинај (1968—)   |         | 3. децембар 2004. | 8. март 2005.     | АБК               |
| —                   | Адем Салихај (1950—)      |         | 8. март 2005.     | 25. март 2005.    | ДСК               |
| 3.                  | Бајрам Косуми (1960—)     |         | 25. март 2005.    | 10. март 2006.    | ППК               |
| 4.                  | Агим Чеку (1960—)         |         | 10. март 2006.    | 9. јануар 2008.   | Независни         |
| 5.                  | Хашим Тачи (1947—)        |         | 9. јануар 2008.   | 17. фебруар 2008. | ДПК               |

### Република Косово (2008—данас)
Странка
      ДПК
      ДСК
      АБК
      ПС
| #                    | Име (рођење—смрт)                        | Портрет | Мандат             | Мандат             | Политичка странка |
| -------------------- | ---------------------------------------- | ------- | ------------------ | ------------------ | ----------------- |
| Премијери 2008—данас |                                          |         |                    |                    |                   |
| 1.                   | Хашим Тачи (1947—)                       |         | 17. фебруар 2008.  | 9. децембар 2014.  | ДПК               |
| 2.                   | Иса Мустафа (1951—)                      |         | 9. децембар 2014.  | 9. септембар 2017. | ДСК               |
| 3.                   | Рамуш Харадинај (1968—)                  |         | 9. септембар 2017. | 3. фебруар 2020.   | АБК               |
| 4.                   | Аљбин Курти (1975—)                      |         | 3. фебруар 2020.   | 3. јун 2020.       | ПС                |
| 5.                   | Авдулах Хоти (1976—)                     |         | 3. јун 2020.       | 22. март 2021.     | ДСК               |
| (4)                  | Аљбин Курти (1975—)                      |         | 22. март 2021.     | 15. април 2025.    | ПС                |
| N/A                  | Бесник Бислими (1975—) (вршиоц дужности) |         | 15. април 2025.    | данас              | ПС                |